# آن زاكارياس
آن زاكارياس (بالسويدية: Ann Zacharias)‏ هي كاتبة سيناريو ومخرجة وممثلة سويدية، ولدت في 19 سبتمبر 1956 في ستوكهولم في السويد.

## وصلات خارجية
- آن زاكارياس على موقع IMDb (الإنجليزية)
- آن زاكارياس على موقع روتن توميتوز (الإنجليزية)
- آن زاكارياس على موقع ألو سيني (الفرنسية)
- آن زاكارياس على موقع أول موفي (الإنجليزية)
- آن زاكارياس على موقع قاعدة بيانات الأفلام السويدية (السويدية)
- آن زاكارياس على موقع قاعدة بيانات الفيلم (الإنجليزية)
- آن زاكارياس على موقع كينوبويسك (الروسية)